# W52S
ウォークマンケータイ W52S（だぶりゅーごーにーえす）は、ソニー・エリクソン・モバイルコミュニケーションズ（現：ソニーモバイルコミュニケーションズ）が日本国内向けに開発した、auブランドを展開するKDDIおよび沖縄セルラー電話の携帯電話である。

## 特徴
同社の日本向け端末初のウォークマンケータイとして開発されたW42Sの後継モデルである。
内蔵メモリは前機種W42Sがデータフォルダ38MB+音楽用メモリ1GBとしていたのに対し、本機種ではW42Sの約2倍で発売当時業界最大の2GBに拡大され、データフォルダ1.5GB+ATRAC用メモリ512MBとなった。512MBの専用領域(削除可)を設けることで、W42Sでは保存不可能だったATRACファイルも保存可能となった。連続再生時間も日本国内の携帯電話で最長約110時間にアップした。FMトランスミッターを採用し、車載のFMラジオなどでも音楽が楽しめるのも特徴である。
また、外部メモリは日本では初めてメモリースティックマイクロ(M2)に対応するほか、同社のau向け端末では初めてmicroSDカードにも対応している。ただし、microSDを使用する場合は付属のアダプタが必要であり、ATRACファイルは使用することができない。なお、次機種のW53SではメモリースティックPRO Duoを採用し、その後のモデルは他社と共通のmicroSD規格に移行したため、現時点でメモリースティックマイクロを採用している機種は唯一、このW52Sのみである。
音楽以外の機能もW42Sから強化されており、W42Sでは非対応だったEZ FeliCaに対応するほか、災害時ナビ・ラッピングメール・Touch Message、更に新800MHz帯エリア対応などといったauの最新サービス(2007年時点)にも対応している。
W42Sに引き続きスライドスタイルを採用している。スライドアシスト機構もW42Sから継承しているが、W31S同様にレールが見えないデザインになっているのが特徴である。

## 沿革
- 2007年（平成19年）4月10日 - 電気通信端末機器審査協会（JATE）認定。
- 2007年5月22日 - KDDI、およびソニー・エリクソン・モバイルコミュニケーションズから公式発表。
- 2007年6月19日 - 中国・沖縄地区にて発売。
- 2007年6月21日 - 北海道・関東・中部・関西・四国・九州地区にて発売。
- 2007年6月22日 - 東北・北陸地区にて発売。
- 2008年（平成20年）2月 - 販売終了。
- 2012年（平成24年）7月22日 - L800MHz帯（旧800MHz帯・CDMA Bandclass 3／JTACS）エリアによるサービスの停波によりそれ以降はN800MHz（新800MHz帯・CDMA Bandclass 0 Subband 2）帯エリアおよび2GHz（CDMA Bandclass 6）帯エリアの各サービスで利用する事となる。

## 対応サービス
- au Smart Sports（アプリのダウンロードが必要）
- 着うたフル
- EZ待ちうた
- EZ・FM
- EZ FeliCa
- EZチャンネルプラス
- EZナビウォーク（電子コンパス）
- EZ助手席ナビ
- 安心ナビ
- 災害時ナビ
- 緊急通報位置通知
- EZチャンネル
- au LISTEN MOBILE SERVICE（ビデオクリップ対応）
- 赤外線通信
- EZケータイアレンジ
- EZアプリ(BREW)(オープンアプリプレイヤー対応)
- PCサイトビューアー
- デコレーションメール
- 絵しゃべりメール
- ラッピングメール
- Touch Message
- メモリースティックオーディオ
- メモリースティックビデオ

## 不具合
2008年3月18日に以下の不具合の修正がケータイアップデートにより行われた。
- プレフィックス設定をした場合、Cメール送信に失敗する場合がある
- EZwebにて着うたのストリーミング再生を行った場合、タイトルが表示されない場合がある

2008年9月9日に以下の不具合の修正がケータイアップデートにより行われた。
- Eメールの自動受信ができない、もしくは、Cメールの受信・音声着信ができない場合がある